# Окулярек волосочубий
Окуля́рек волосочубий (Rhegmatorhina melanosticta) — вид горобцеподібних птахів родини сорокушових (Thamnophilidae). Мешкає на заході Амазонії.

## Опис
Довжина птаха становить 14-15 см, вага 28-33 г. У самців номінативного підвиду на тімені помітний блідо-сірий чуб з оливковим відтінком, верхня частина тіла, крила і хвіст у них оливково-коричневі. Крила мають рудуваті краї, хвіст на кінці чорнуватий. Навколо очей кільця голої блідо-сизуватої шкіри. Лоб рудуватий, скроні, щоки і горло чорні, решта нижньої тіла рудувато-оливково-коричнева, нижня сторона крил оливково-коричнева. 
У самиць на верхній частині спини і покривних перах крил є коричневі чорні смуги з рудувато-коричневими краями. У молодих самців тім'я чорнувате, чуб на ньому відсутній, верхня частина тіла такаж, як у самців, пера на нижній частині тіла чорнуваті. Представники підвиду R. m. brunneiceps є більш рудуватим, ніж представники номінативного підвиду, тім'я у них рудувате з чорними смужками, нижня частина тіла більш темна. Представники підвиду R. m. purusiana мають більш світле забарвлення, ніж представники номінативного підвиду, у самиць цього підвиду чорних смуг в оперенні менше, а краї у них менш чіткі.

## Підвиди
Виділяють чотири підвиди:
- R. m. melanosticta (Sclater, PL & Salvin, 1880) — південь центральної Колумбії (на схід від Анд, від Мети до Путумайо і Амасонаса), схід Еквадору і північний схід Перу (на північ від Амазонки в районі річки Напо і на північ від Мараньйона);
- R. m. brunneiceps Chapman, 1928 — північ і центр Перу (на південь від Мараньйона і на захід від Укаялі, від Сан-Мартіна до північного Аякучо);
- R. m. purusiana (Snethlage, E, 1908) — схід Перу і захід Бразильської Амазонії;
- R. m. badia Zimmer, JT, 1932 — південний схід Перу, північ Болівії і південний захід Бразильської Амазонії.

## Поширення і екологія
Волосочубі окуляреки мешкають Колумбії, Еквадорі, Перу, Болівії і Бразилії. Вони живуть в підліску вологих рівнинних тропічних лісів терра-фірме. Зустрічаються поодинці, парами або сімейними зграйками, на висоті до 900 м над рівнем моря, в центральному Перу на висоті до 1350 м над рівнем моря. Слідкують за переміщенням кочових мурахі ловлять дрібних безхребетних, які тікають зі шляху пересування мурах. В кладці 2 яйця.